# Белоусов, Михаил Прокофьевич
Михаи́л Проко́фьевич Белоу́сов (12 ноября 1904 — 15 мая 1946) — капитан дальнего плавания, Герой Советского Союза, в 1940—1946 руководитель Арктического флота СССР.

## Биография

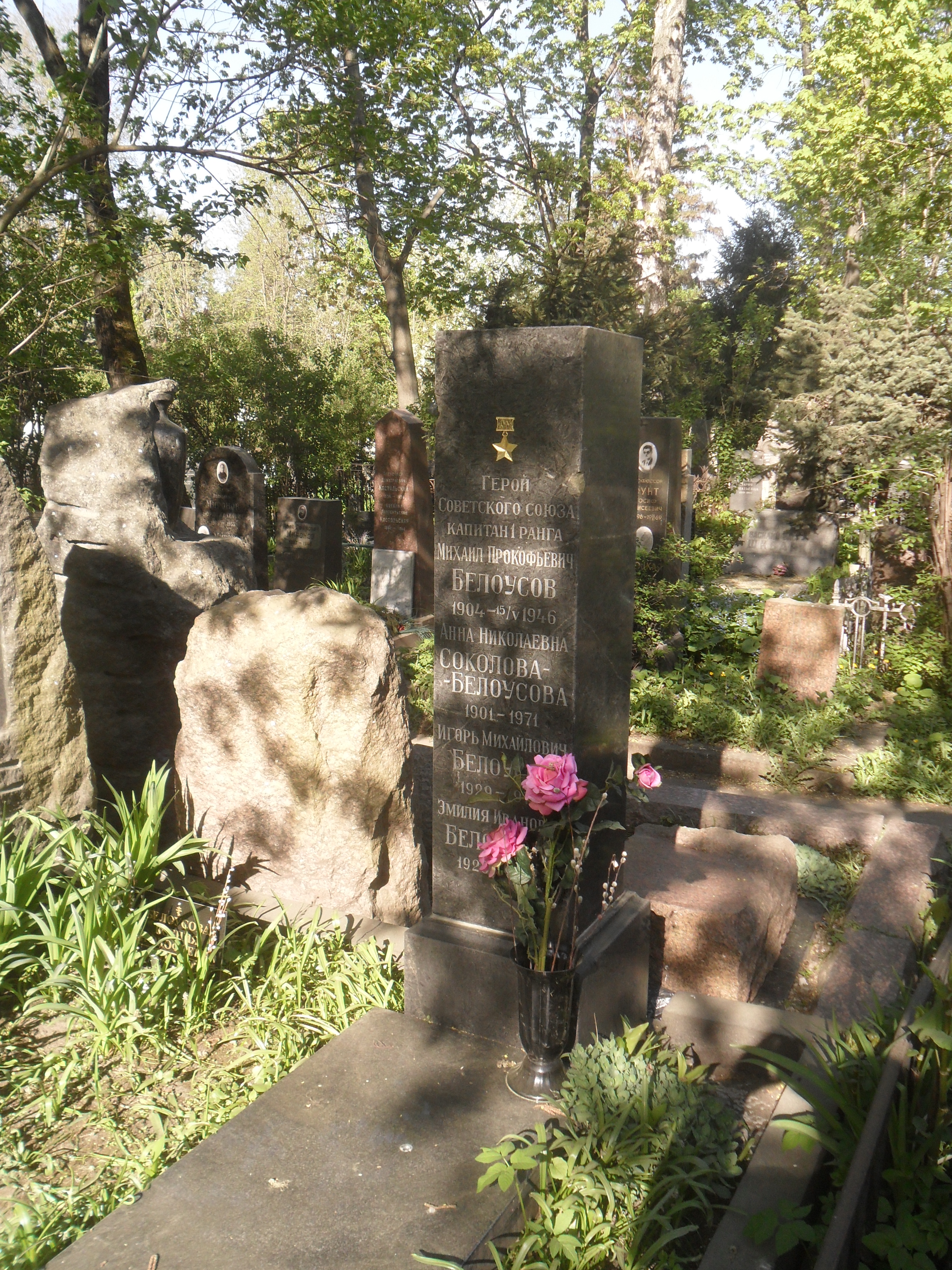
Могила Белоусова на Новодевичьем кладбище Москвы.

Родился 12 ноября 1904 года в г. Ростов-на-Дону.
Окончил морское отделение политехникума в Ростове-на-Дону.
С 1924 года работал матросом, а затем штурманом на судах Дальневосточного бассейна.
В 1928 года вступил в партию.
В 1929 года участвовал в битве под Мишаньфу против белокитайцев.
В 1932 года капитан п/х «Волховстрой».
В 1935 года по рекомендации ЦК ВЛКСМ переведён на Север и назначен капитаном ледокола «Красин» (занимал должность капитана «Красина» в 1935–1936 годы и позднее в 1937–1938 годы).
В 1937—1940 годах руководил проводкой судов на Северном морском пути (СМП) (восточный сектор).
В 1939—1940 годах капитаном л/к «Иосиф Сталин» («Сибирь»), совершил за одну навигацию два сквозных рейса по СМП.
В 1940 году в экспедиции под руководством И. Д. Папанина вывел изо льдов дрейфовавший ледокольный п/х «Георгий Седов».
По окончании навигации назначен начальником морского управления ГУ СМП.
В годы Великой Отечественной войны руководил морскими перевозками в Арктике.
После войны капитан 1-го ранга Белоусов М. П. служил в Военно-Морском Флоте.
Умер 15 мая 1946 года. Похоронен на Новодевичьем кладбище города Москвы.

## Награды
- За образцовое выполнение правительственного задания и проявленные при этом мужество и героизм Указом Президиума Верховного Совета СССР от 3 февраля 1940 года капитану ледокола «Иосиф Сталин» Белоусову Михаилу Прокофьевичу присвоено звание Героя Советского Союза с вручением ордена Ленина и медали «Золотая Звезда» (№ 391).
- Орден Ленина
- Орден Красного Знамени
- Орден Красной Звезды
- Орден Отечественной войны I степени.

## Память
- Именем Белоусова названы:

Памятная доска в Ростове-на-Дону

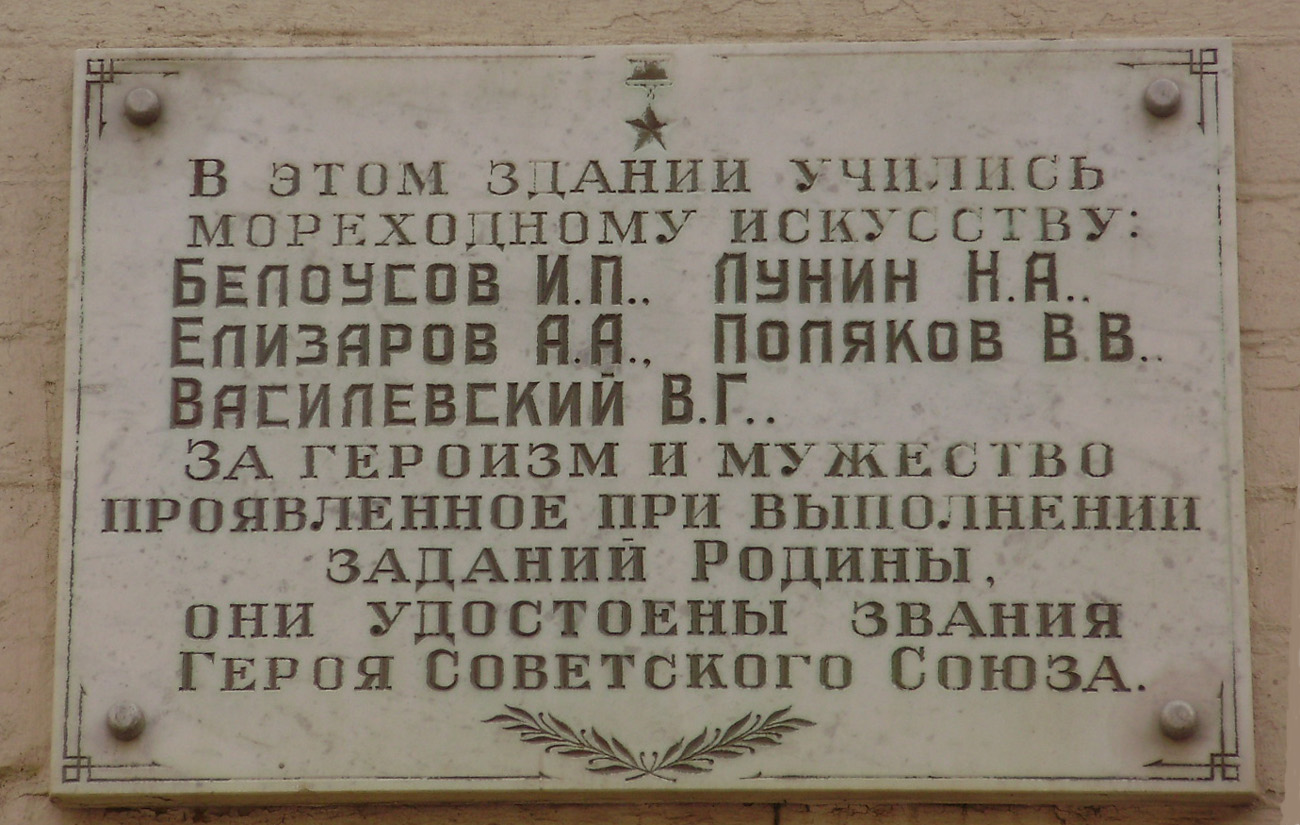
Памятная доска в Ростове-на-Дону

  - мыс Белоусова в Баренцевом море (Баренцево море, Земля Франца-Иосифа, остров Циглера, название мысу присвоено не позже 1955 г.)[2];
  - мыс в Антарктиде (мыс Белоусова, Берег Отса, 69°50′ ю.ш., 160°20′ в.д., мыс открыт и нанесён на карту в 1958 году Советской Антарктической экспедицией)[2];
  - гора Белоусова (Чукотское море, остров Врангеля)[2];
  - два ледокола Арктического флота СССР (1946 и 1953).
- Улица в Мелитополе.
- В 1940 году была выпущена почтовая марка СССР, посвященная Белоусову М. П.
- В Москве на доме по адресу Никитский б-р, 9, где жил Белоусов с 1937 по 1946 годы, установлена мемориальная доска (скульпторы М. А. Неймарк и В. А. Голубев)[3].

На почтовых марках СССР
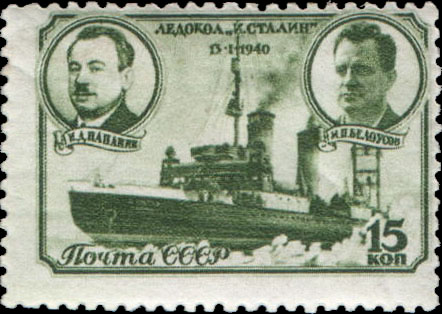
Почтовая марка СССР 1940 год: «Ледокол „И. Сталин“», на портретах Герои Советского Союза начальник Главсевморпути И. Д. Папанин и капитан ледокола «И. Сталин» М. П. Белоусов
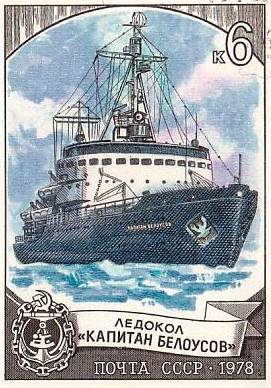
Почтовая марка СССР, 1978 год: ледокол «Капитан Белоусов»